# Мері (Арденни)
Мері́ (фр. Mairy) — колишній муніципалітет у Франції, у регіоні Гранд-Ест, департамент Арденни. Населення — 258 осіб (2011).
Муніципалітет був розташований на відстані близько 220 км на північний схід від Парижа, 95 км на північний схід від Шалон-ан-Шампань, 28 км на південний схід від Шарлевіль-Мезьєра.

## Історія
До 2015 року муніципалітет перебував у складі регіону Шампань-Арденни. Від 1 січня 2016 року належав до нового об'єднаного регіону Гранд-Ест.
15 вересня 2015 року Мері було приєднано до муніципалітету Дузі.

## Демографія
Динаміка населення (INSEE ):
Розподіл населення за віком та статтю (2006):
| Стать | Всього | До 15 років | 15-24 | 25-44 | 45-64 | 65-85 | Понад 85 |
| --- | ------ | ----------- | ----- | ----- | ----- | ----- | -------- |
| Чоловіки | 98     | 22          | 15    | 34    | 19    | 8     | 0        |
| Жінки | 97     | 25          | 11    | 29    | 28    | 4     | 0        |
| \| Статево-вікова піраміда \| Статево-вікова піраміда \| Статево-вікова піраміда \| \| ----------------------- \| ----------------------- \| ----------------------- \| \| Чоловіки \| Вік \| Жінки \| \| 0 \| 85 + \| 0 \| \| 0 \| 80-84 \| 0 \| \| 4 \| 75-79 \| 4 \| \| 0 \| 70-74 \| 0 \| \| 4 \| 65-69 \| 0 \| \| 0 \| 60-64 \| 7 \| \| 4 \| 55-59 \| 7 \| \| 11 \| 50-54 \| 7 \| \| 4 \| 45-49 \| 7 \| \| 4 \| 40-44 \| 0 \| \| 4 \| 35-39 \| 11 \| \| 22 \| 30-34 \| 11 \| \| 4 \| 25-29 \| 7 \| \| 4 \| 20-24 \| 4 \| \| 11 \| 15-20 \| 7 \| \| 7 \| 10-14 \| 7 \| \| 4 \| 5-9 \| 11 \| \| 11 \| 0-4 \| 7 \| |        |             |       |       |       |       |          |
| Статево-вікова піраміда |        |             |       |       |       |       |          |
| Чоловіки | Вік    | Жінки       |       |       |       |       |          |
| 0 | 85 +   | 0           |       |       |       |       |          |
| 0 | 80-84  | 0           |       |       |       |       |          |
| 4 | 75-79  | 4           |       |       |       |       |          |
| 0 | 70-74  | 0           |       |       |       |       |          |
| 4 | 65-69  | 0           |       |       |       |       |          |
| 0 | 60-64  | 7           |       |       |       |       |          |
| 4 | 55-59  | 7           |       |       |       |       |          |
| 11 | 50-54  | 7           |       |       |       |       |          |
| 4 | 45-49  | 7           |       |       |       |       |          |
| 4 | 40-44  | 0           |       |       |       |       |          |
| 4 | 35-39  | 11          |       |       |       |       |          |
| 22 | 30-34  | 11          |       |       |       |       |          |
| 4 | 25-29  | 7           |       |       |       |       |          |
| 4 | 20-24  | 4           |       |       |       |       |          |
| 11 | 15-20  | 7           |       |       |       |       |          |
| 7 | 10-14  | 7           |       |       |       |       |          |
| 4 | 5-9    | 11          |       |       |       |       |          |
| 11 | 0-4    | 7           |       |       |       |       |          |

## Економіка
2010 року серед 157 осіб працездатного віку (15—64 років) 122 були активними, 35 — неактивними (показник активності 77,7%, у 1999 році було 69,3%). З 122 активних мешканців працювало 110 осіб (64 чоловіки та 46 жінок), безробітними було 12 (5 чоловіків та 7 жінок). Серед 35 неактивних 12 осіб було учнями чи студентами, 6 — пенсіонерами, 17 були неактивними з інших причин.

У 2010 році у муніципалітеті числилось 86 оподаткованих домогосподарств, у яких проживали 249,0 особи, медіана доходів виносила 16 471 євро на одного особоспоживача.